# Richard Armitage
Richard Crispin Armitage (Leicester, Inglaterra; 22 de agosto de 1971) es un actor de cine y televisión británico, conocido por haber interpretado a Guy de Gisborne en la serie Robin Hood, a John Porter en Strike Back y al enano Thorin
en la trilogía basada en la novela El hobbit de J. R. R. Tolkien.

## Biografía
Richard Armitage nació en Leicester, Inglaterra, el 22 de agosto de 1971, es el segundo hijo de John (ingeniero) y Margaret (secretaria), su hermano mayor se llama Christopher "Chris".
Se crio en un pueblo afuera de la ciudad, era un niño un poco solitario, pero con una vívida imaginación desarrollada gracias a la lectura; de pequeño, sus libros favoritos eran: El hobbit y El Señor de los Anillos.
Armitage asistió a la escuela primaria Red Hill Field en Narborough, a los catorce años a Brockington College en Enderby, y más tarde al Pattinson College en Coventry donde estudió actuación en la Academia de Música y Arte Dramático de Londres "LAMDA", la cual se especializaba en las Artes Escénicas. sabe tocar el violonchelo y la flauta.
Después de salir de la escuela, Richard a los 17 años se unió a La Segunda Generación, un grupo de teatro y circo, trabajó durante ocho semanas en Allow London at the Nachtcircus en Budapest, donde obtuvo su Equity Card.

## Carrera

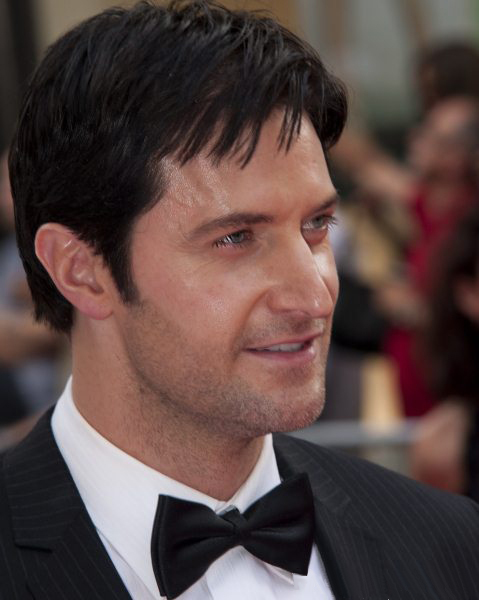
Richard Armitage en 2010.

A su regreso al Reino Unido, se embarcó en una carrera en el teatro musical, trabajando como asistente de coreógrafo de Kenn Oldfield y apareciendo en West End. Armitage se fue de gira en espectáculos musicales participando en 42nd Street, My One and Only, Nine, Mr Wonderful, Annie Get your Gun y el musical Cats.
En 1995 inspirado en parte por ver a Adrian Noble en el clásico de 1999 A Midsummer Night's Dream at Statford, comenzó su carrera en la actuación, apareciendo en The Long and the Short and the Tall de Willis Hall interpretando a Macliesh. Ese mismo año Richard tomó un curso de actuación por tres años en la Academia de Música y Artes Dramáticas (LAMDA), donde apareció diversas producciones estudiantiles como Pericles interpretando a Antíoco el Grande, también participó en David Copperfield como Uriah Heep, en The Normal Heart, de Larry Kramer interpretando a Félix, y en la obra metafórica 'The Conquest of the South Pole' como Buscher.
Durante su último año en LAMDA, un anuncio en la universidad para extras de cine lo llevó a su primera experiencia en el mundo de la actuación en la película Star Wars: Episode I - The Phantom Menace, en la que obtuvo un pequeño papel de una línea.
Tras graduarse el verano de 1998, inmediatamente se unió al elenco de Hamlet en el Teatro de Repertorio de Birmingham, en The Woolgatherer, en la comedia romántica de Tom Stoppard The Real Thing como Henry, en Six Degrees of Separation de John Guare y en Death of a Salesman de Arthur MIiler.
Estuvo por dieciocho meses con la Royal Shakespeare Company. Apareció en la producción Macbeth de Gregory Doran, luego el tomó el papel en The Duchess of Malfi como Delio en el 2000.
Pero fue en la televisión cuando su carrera comenzó a despegar. Su primera aparición llegó a mediados de 1990 cuando apareció en un episodio de la serie Boon, en un programa infantil llamado The Den y más tarde en 2002 participó en un episodio de la primera temporada de Spooks como un policía armado.
Su primer papel de televisión llegó a finales del 2001 cuando apareció en los dramas médicos de la BBC, Doctors como el Dr. Tom Steele y en Casualty como Craig. Luego en la primavera filmó Sparkhouse para la BBC donde interpretaba a John Standring, un tímido peón enamorado de la heroína Carol.
Entre febrero y marzo de 2003 participó en la quinta temporada de Cold Feet como Lee Richards un guapo socorrista con un gran ojo para las mujeres; y en el verano participó en la segunda temporada de Ultimate Force como el capitán Ian MacAlwain.
En 2004 estuvo en la galardonada película de Juliet McKoen Frozen, donde interpretó a Steven un guardia de seguridad que ayudaba a Kath a investigar la desaparición de su hermana. Su próxima aparición fue en la serie dramática North and South basada en la novela homónima de Elizabeth Gaskell.
En 2005 participó en Macbeth dándole vida a Macduff. Luego en la primavera del 2006 interpretó al pintor Claude Monet en la serie de la BBC The Impressionists. Su siguiente personaje fue el del malvado Sir Guy de Gisborne en la serie Robin Hood junto a Jonas Armstrong, Lucy Griffiths y Keith Allen, papel que interpretó hasta el final de la serie en 2009 después de que su personaje muriera.
En la Navidad de 2006 apareció en los últimos dos episodios de La vicaria de Dibley como Harry Jasper Kennedy, personaje que se enamora y se casa con la vicaria de Dibley, Geraldine Granger, interpretada por Dawn French.
En 2007 participó en George Gently  como Ricky Deemeing, el líder de una banda de motociclistas de 1960. También se unió a la serie dramática, y musical Miss Marie Lloyd - Queen of the Music Hall, donde interpreta a Percy Courtenay, el primer esposo de Marie Lloyd. Más tarde apareció en Miss Marple: Ordeal by Innocence. Richard estuvo involucrado en la producción dramática basada en la vida de Richard III.
Ese mismo año fue el narrador en el programa CBeebies en donde contó las historias "Winnie in Winter", "I'm not going out there!", "The Lost Acorns", "Flat Stanley" y "Trouble at the Dinosaur Cafe".
En 2008, Richard se unió al elenco principal de la séptima temporada de la serie de espionaje acerca del MI5, Spooks donde interpretó al agente Lucas North hasta los primeros episodios de la novena temporada después de que se descubriera que Lucas en realidad era John Bateman.
En 2011 apareció en la película Capitán América: el primer vengador donde interpretó a Heinz Kruger, un agente nazi y el primer enemigo de Steve Rogers, alias Capitán América (Chris Evans).
En 2012 ha interpretado a  Thorin Escudo de Roble, el enano heredero al trono de la Montaña Solitaria en la trilogía rodada simultáneamente por Peter Jackson sobre la novela El hobbit, de J. R. R. Tolkien, compuesta por las películas The Hobbit: An Unexpected Journey (estrenada en diciembre de 2012), The Hobbit: The Desolation of Smaug (estrenada en diciembre de 2013) y The Hobbit: The Battle of the Five Armies (estrenada en diciembre de 2014).
En 2014 apareció también en la película Into the Storm (película de 2014), en la que interpreta el papel de un maestro de escuela que se enfrenta a una gran tormenta y rodó la película Urban and the Shed Crew basada en la novela de Bernard Hare titulada Urban Grimshaw and the Shed Crew, dirigida por Candida Brady, donde interpreta a Chop, un asistente social retirado. Completó el año 2014 interpretando a John Proctor en la obra de teatro The Crucible de Arthur Miller sobre las brujas de Salem. Dirigida por la directora teatral Yaël Farber se ha representado el Old Vic Theatre de Londres, donde ha cosechado un gran éxito de la crítica.
En el 2015 se unió al elenco recurrente de la tercera temporada de la serie Hannibal donde interpretó a Francis Dolarhyde, un asesino serial conocido como "The Tooth Fairy".
Ese mismo año apareció en la película Brain On Fire interpretó a Tom Cahalan, en la película compartió créditos junto a las actrices Carrie-Anne Moss y Chloë Grace Moretz.
En el 2016 se unió al elenco principal de la serie Berlin Station donde interpreta al oficial Daniel Meyer.
En febrero del 2017 se anunció que se había unido al elenco de My Zoe donde dará vida a James, el exesposo de Isabelle.
En octubre de 2022 protagoniza La piel del tambor.

## Filmografía

### Películas
| Año  | Título                                       | Personaje               | Notas                                                                                         |
| ---- | -------------------------------------------- | ----------------------- | --------------------------------------------------------------------------------------------- |
| 1995 | Boon                                         | Hombre del bar          | -                                                                                             |
| 1999 | Star Wars: Episodio I - La amenaza fantasma  | Luchador de Naboo       | -                                                                                             |
| 1999 | This Year's Love                             | Hombre en la fiesta     | junto a Paul Blair                                                                            |
| 2002 | Sparkhouse                                   | John Standring          | junto a Sarah Smart, Joe McFadden y Alun Armstrong                                            |
| 2005 | Malice Aforethought                          | William "Bill" Chatford | junto a Ben Miller, Kate O'Toole, Nick Dunning, Peter Vaughan y Megan Dodds                   |
| 2005 | Frozen                                       | Steven                  | junto a Sean Harris y Shirley Henderson                                                       |
| 2007 | Marple: Ordeal by Innocence                  | Philip Durrant          | junto a Geraldine McEwan, Juliet Stevenson y Jane Seymour                                     |
| 2007 | Miss Marie Lloyd                             | Percy Courtney          | junto a Jessie Wallace y Shaun Parkes                                                         |
| 2011 | Capitán América: el primer vengador          | Heinz Kruger            | junto a Chris Evans, Hugo Weaving y Stanley Tucci                                             |
| 2012 | El hobbit: un viaje inesperado               | Thorin                  | junto a Elijah Wood, Cate Blanchett, Hugo Weaving, Orlando Bloom, Ian McKellen y Chris Lee    |
| 2013 | El hobbit: la desolación de Smaug            | Thorin                  | junto a Cate Blanchett, Hugo Weaving, Orlando Bloom, Ian McKellen y Chris Lee                 |
| 2014 | The Crucible                                 | John Proctor            | junto a Harry Attwell, Lauren Lyle, Samantha Colley y Marama Corlett                          |
| 2014 | El hobbit: la batalla de los Cinco Ejércitos | Thorin                  | junto a Cate Blanchett, Hugo Weaving, Orlando Bloom, Ian McKellen y Chris Lee                 |
| 2014 | Into the Storm                               | Gary Fuller             | junto a Sarah Wayne Callies, Matt Walsh, Max Deacon y Nathan Kress                            |
| 2015 | Urban & the Shed Crew                        | Chop                    | junto a Fraser Kelly, Anna Friel, Charlie Heaton y Jonathan Payne                             |
| 2016 | Brain on Fire                                | Tom Cahalan             | junto a Chloë Grace Moretz, Carrie-Anne Moss y Thomas Mann                                    |
| 2016 | Pilgrimage                                   | Raymond De Merville     | junto a Tom Holland, Jon Bernthal, John Lynch, Stanley Weber y Hugh O'Conor                   |
| 2016 | Sleepwalker                                  | Dr. Scott White         | junto a Haley Joel Osment, Rachel Melvin, Izabella Scorupco, Ahna O'Reilly y Emma Fitzpatrick |
| 2016 | Alicia a través del espejo                   | Rey Oleron              | junto a Johnny Depp y Mia Wasikowska                                                          |
| 2018 | Ocean's 8                                    | Claude Becker           | junto a Sandra Bullock, Cate Blanchett o Anne Hathaway                                        |
| 2019 | The Lodge                                    | Richard                 | junto a Riley Keough y Jaeden Martell                                                         |
| 2019 | My Zoe                                       | James                   | junto a Daniel Brühl, Lior Ashkenazy y Sophia Ally                                            |
| 2021 | Space Sweepers                               | James Sullivan          | junto a Song Joong-ki, Kim Tae-ri y Jin Seon-kyu                                              |
| 2022 | La piel del tambor                           | padre Lorenzo Quart     | adaptación de la novela del mismo título de Arturo Pérez-Reverte                              |

### Series de televisión
| Año         | Programa                              | Personaje               | Notas                           |
| ----------- | ------------------------------------- | ----------------------- | ------------------------------- |
| 1999        | Cleopatra                             | Epífanes                | miniserie                       |
| 2001        | Casualty                              | Craig Parker            | episodio "Playing with Fire"    |
| 2001        | Doctors                               | Dr. Tom Steele          | 2 episodios                     |
| 2003        | Between the Sheets                    | Paul Andrews            | miniserie                       |
| 2003        | Ultimate Force                        | Capitán Ian Macalwain   | 5 episodios                     |
| 2003        | Cold Feet                             | Lee Richards            | 6 episodios                     |
| 2004        | North and South                       | John Thornton           | 4 episodios - miniserie         |
| 2005        | ShakespeaRe-Told                      | Peter Macduff           | episodio "Macbeth"              |
| 2005        | The Golden Hour                       | Dr. Alec Track          | 4 episodios                     |
| 2005        | The Inspector Lynley Mysteries        | Philip Turner           | episodio "In Divine Proportion" |
| 2006        | The Impressionists                    | Claude Monet (de joven) | miniserie                       |
| 2006 - 2007 | The Vicar of Dibley                   | Harry Kennedy           | 3 episodios                     |
| 2006 - 2009 | Robin Hood                            | Sir Guy de Gisborne     | 37 episodios                    |
| 2007        | Inspector George Gently               | Ricky Deeming           | episodio "Gently Go Man"        |
| 2007        | Agatha Christie's Marple              | Philip Durrant          | episodio Inocencia trágica      |
| 2008 - 2010 | Spooks                                | Oficial Lucas North     | 25 episodios                    |
| 2009        | Moving On                             | John Mulligan           | episodio "Drowning Not Waving"  |
| 2010        | Strike Back                           | Sargento John Porter    | 6 episodios                     |
| 2011        | Strike Back: Project Dawn             | Sargento John Porter    | 2 episodios                     |
| 2015        | Hannibal                              | Francis Dolarhyde       | 6 episodios                     |
| 2016 - 2019 | Berlin Station                        | Daniel Meyer            | 23 episodios                    |
| 2017 - 2021 | Castlevania                           | Trevor Belmont          | voz                             |
| 2020        | No hables con extraños                | Adam Price              | 8 episodios                     |
| 2021        | Stay Close                            | Ray Levine              | 8 episodios                     |
| 2023        | Obsesión                              | William Farrow          | 4 episodios                     |
| 2024        | Fool Me Once                          | Joe Burkett             | 8 episodios                     |
| 2024        | Red Eyes                              | Dr. Matthew Nolan       | 6 episodios                     |
| 2024        | Tomb Raider: La leyenda de Lara Croft | Charles Devereaux       | 7 episodios                     |

### Narrador y presentador
| Año  | Programa                                | Notas                                             |
| ---- | --------------------------------------- | ------------------------------------------------- |
| 2006 | CBeebies                                | Narrador de 5 historias                           |
| 2006 | The National Television Awards          | Presentador                                       |
| 2007 | Empire's Children                       | Narrador de 6 episodios                           |
| 2009 | New Homes From Hell                     | Narrador                                          |
| 2009 | The Great Sperm Race                    | Narrador                                          |
| 2010 | Surgery School                          | Narrador                                          |
| 2010 | Homes From Hell                         | Narrador                                          |
| 2010 | Lost Land of the Tiger                  | Narrador de 3 episodios                           |
| 2010 | Cutting Edge                            | Narrador del episodio «Too Poor for Posh School?» |
| 2010 | Forest Elephants: Rumbles in the Jungle | Narrador                                          |

### Otras apariciones
| Año  | Programa                       | Episodio                        |
| ---- | ------------------------------ | ------------------------------- |
| 2003 | RI:SE                          | episodio del 17 de noviembre    |
| 2004 | GMTV                           | episodio del 12 de noviembre    |
| 2006 | World of Robin Hood            | -                               |
| 2007 | Children in Need               | episodio del 16 de noviembre    |
| 2008 | The Story of the Costume Drama | episodio «Affairs of the Heart» |

### Teatro
| Año         | Obra                                  | Papel              | Director         | Teatro          |
| ----------- | ------------------------------------- | ------------------ | ---------------- | --------------- |
| 1998        | Hamlet                                | Bernardo y Luciano | -                | -               |
| 1999        | The Four Alice Bakers                 | Ritchie Baker      | -                | -               |
| 1999 - 2000 | Macbeth                               | Angus              | -                | -               |
| 2000 - 2001 | The Duchess of Malfi                  | Delio              | -                | -               |
| 2002        | Annie Lee                             | -                  | Kirsty Bushell   | -               |
| 2010        | Twenty-Four Hour Plays Celebrity Gala | Dennis             | Charlie Westenra | Old Vic Theatre |
| 2014        | The Crucible                          | John Proctor       | Yaël Farber      | Old Vic Theatre |

## Premios y nominaciones
| Año  | Categoría              | Premio             | Cinta                                        | Resultado |
| ---- | ---------------------- | ------------------ | -------------------------------------------- | --------- |
| 2009 | Mejor Actor - Drama    | Golden Nymph Award | Spooks                                       | Nominado  |
| 2009 | Mejor Actor            | TV Quick Award     | Spooks                                       | Nominado  |
| 2014 | Mejor Actor de Reparto | Premios Empire     | El hobbit: la desolación de Smaug            | Nominado  |
| 2015 | Mejor Actor            | Premios Empire     | El hobbit: la batalla de los Cinco Ejércitos | Nominado  |
| 2015 | Mejor Actor de Reparto | Premios Saturn     | El hobbit: la batalla de los Cinco Ejércitos | Ganador   |